# Хехенкирхен-Зигертсбрун
Хехенкирхен-Зигертсбрун (њем. Höhenkirchen-Siegertsbrunn) општина је у њемачкој савезној држави Баварска. Једно је од 29 општинских средишта округа Минхен. Према процјени из 2010. у општини је живјело 9.430 становника. Посједује регионалну шифру (AGS) 9184127.

## Географски и демографски подаци
Хехенкирхен-Зигертсбрун се налази у савезној држави Баварска у округу Минхен. Општина се налази на надморској висини од 586 метара. Површина општине износи 15,2 km². У самом мјесту је, према процјени из 2010. године, живјело 9.430 становника. Просјечна густина становништва износи 621 становника/km².

## Међународна сарадња
| Мјесто | Држава    | Врста сарадње | Од    |
| ------ | --------- | ------------- | ----- |
|        | САД       | пријатељство  | 1994. |
| Шероа  | Француска | партнерство   | 1967. |
| Извор  |           |               |       |